# Пагінація
Пагінація (від лат. pagina — сторінка) — позначки на сторінках книг, які містяться збоку сторінки.
Можуть міститись як і на паперових, так і на електронних книгах. Їх можна побачити на сторінках діалогів Платона.
Є кілька значень цього терміна:
- Роздільна пагінація — бібліографічний термін, який показує наявність окремої нумерації сторінок для кожної статті журналу, частини збірника або глави книги; пагінація, що складається з декількох послідовних рядів нумерації сторінок (листів) документів
- У видавничій справі пагінація — порядкова нумерація сторінок, що позначається колонцифр, що розташовуються внизу, вгорі або збоку на сторінці.
- Автоматична пагінація тексту з ілюстраціями використовує досить складні правила і алгоритми для визначення, де саме може розташовуватися розрив сторінки (зокрема, контроль висячих рядків). Семантично загальні частини контенту не повинні розташовуватися на різних сторінках.

У тому випадку, якщо нумеруються НЕ сторінки (тобто сторони аркуша), а листи, кажуть про фоліації (лат. Folio — лист).
З XVI–XVII сторічч пагінацій й фоліація замінили кустос.